# Господня риба
«Господня риба» — радянський художній фільм 1991 року, знятий режисером В'ячеславом Колегаєвим.

## Сюжет
За мотивами оповідань Олександра Купріна. Журналіст приїжджає до Одеси та потрапляє до рук шахраїв, які його спритно обкрадають. Ситуації часом анекдотичні, а часом безглузді, але життя таке і є.

## У ролях
- Мойсей Василіаді — Павло Черніков, Іван Чикін (озвучив Володимир Антонік)
- Наталія Корчагіна — Лідія Вєріна, актриса
- Євген Герчаков — Валеріанов, Цуцульков
- Віктор Піменов — звільнений із в'язниці
- Анатолій Хостікоєв — Віктор, актор (озвучив Олексій Золотницький)
- Владислав Пільников — роль другого плану
- Сергій Лосєв — редактор (озвучив інший артист)
- Андрій Зайков — актор
- Дмитро Наливайчук — Сидоров, актор
- Ігор Письменний — актор
- Юрій Крестинський — Арсеній Петрович, актор
- Валентин Нікулін — Анчарський, п'ючий актор (озвучив Олексій Золотницький)
- Нора Грякалова — Марія, актриса
- Леонід Кулагін — Воланд
- Руслан Кахруманов — Ісус / Коля
- Світлана Головіна — Марія
- Геннадій Козлов — корнет Алфьоров
- Гелена Кирик — Дольська
- Ян Шайн — епізод
- Лариса Коршунова — дружина п'яниці
- Володимир Носирєв — епізод
- Євген Міндлін — босяк
- Микола Сльозка — адміністратор
- Віктор Алоїн — кравець
- Роман Погуляєвський — епізод
- Роман Філіппов — п'яниця
- Вадим Вільський — будівельник
- Михайло Болотников — епізод
- Андрій Гончар — міліціонер
- Валерій Жуков — епізод
- Олександр Мар'ясін — скрипаль
- Роман Кац — баяніст
- Аркадій Москальков — кларнетист
- Володимир Гарцбейн — барабанщик
- Ігор Тунцев — епізод
- Микола Балдін — епізод
- Олексій Агоп'ян — епізод
- Олександра Рославцева — епізод
- Світлана Фролова — епізод

## Знімальна група
- Режисер — В'ячеслав Колегаєв
- Сценарист — В'ячеслав Колегаєв
- Оператор — Сергій Лилов
- Композитор — Ігор Кантюков
- Художник — Олексій Бокатов
- Продюсери — Юрій Коваленко, Вадим Костроменко